# TSCP
TSCP (Transglobal Secure Collaboration Participation) ist ein Zusammenschluss von Organisationen der Verteidigungsindustrie und Regierungsbehörden. TSCP befasst sich mit der Schaffung eines standardisierten Rahmens für einen gesicherten Datenaustausch. 
TSCP soll zur führenden Quelle im Bereich Identity and Access Management werden.

## Mitglieder
Staatliche und nichtstaatliche Mitglieder:

### Staatlich/Militär
- United States Department of Defense
- General Services Administration (übergeordnete US-Behörde)
- United States Secret Service
- NASA
- Agence nationale de la sécurité des systèmes d’information (Nationale Agentur für Sicherheit der Informationssysteme Frankreichs)
- Verteidigungsministerium des Vereinigten Königreichs
- Verteidigungsministerium der Niederlande

### Industrie
- Airbus Group
- Lockheed Martin
- Northrop Grumman
- Raytheon

- CA Technologies
- Microsoft

Darüber hinaus sind noch 16 weitere Unternehmen Mitglied, z. B. Boeing, Deloitte und Gemalto.